# Dserschynskyj
Dserschynskyj (ukrainisch Дзержинський – ukrainisch offiziell seit dem 12. Mai 2016 Ljubymiwka/Любимівка; russisch Дзержинский/Dserschinski) ist eine Siedlung städtischen Typs im Süden der ukrainischen Oblast Luhansk mit etwa 8500 Einwohnern.
Der Ort gehört administrativ zur Stadtgemeinde der 7 Kilometer nordwestlich liegenden Stadt Rowenky und bildet eine eigene Siedlungsratsgemeinde, die Oblasthauptstadt Luhansk befindet sich 57 Kilometer nördlich des Ortes, durch den Ort fließt der Fluss Rowenjok (Ровеньок).
Dserschynskyj wurde 1878 gegründet, trug zunächst den Namen Ljubimowka (russisch Любимовка) und wurde 1926 in Dserschynskyj Rudnyk (Дзержинський Рудник) zu Ehren des sowjetischen Revolutionärs Felix Dserschinski umbenannt, seit 1956 trägt er seinen heutigen Namen. 1989 wurde der Ort zu einer Siedlung städtischen Typ erhoben, seit Sommer 2014 ist der Ort im Verlauf des Ukrainekrieges durch Separatisten der Volksrepublik Lugansk besetzt.